# 维克托·格里申
维克托·瓦西里耶维奇·格里申，（俄语：Ви́ктор Васи́льевич Гри́шин；1914年9月18日—1992年5月25日），苏联党和国家领导人。曾任谢尔普霍夫机车厂副厂长；谢尔普霍夫车站党委书记；联共（布）莫斯科州谢尔普霍夫市委第二、第一书记；联共（布）莫斯科州委机械工程部主任；苏共莫斯科州委第二书记；苏联工会中央委员会主席；苏共莫斯科市委第一书记；苏联最高苏维埃主席团国务委员等职务。

## 生平
- 1914年9月18日出生于谢尔普霍夫的一个工人家庭。1928年毕业于谢尔普霍夫铁路学校。
- 1928年-1933年，莫斯科大地测量学院学习。
- 1933年-1934年，莫斯科州谢尔普霍夫区土地局测量技术员，地质工程师。
- 1934年-1937年，莫斯科捷尔任斯基机车经济技术学校学习。毕业后任谢尔普霍夫机车厂工长、副厂长。
- 1938年-1940年，苏联红军服役，任指导员。1939年加入联共（布）。
- 1940年-1941年4月，谢尔普霍夫机车厂副厂长。
- 1941年4月-1942年1月，莫斯科州谢尔普霍夫车站党委书记。期间参加联共（布）中央高等党校函授班学习。
- 1942年1月-1950年，联共（布）莫斯科州谢尔普霍夫市委书记、第二书记、第一书记。
- 1950年-1952年9月，联共（布）莫斯科州委机械工程部主任。
- 1952年9月-1956年1月，苏共莫斯科州委第二书记。
- 1956年3月-1967年1月，苏联工会中央委员会主席。期间，1956年-1967年，世界工会联合会副主席。他是第4-6届世界工会大会的苏联工会代表团团长。
- 1967年6月-1985年12月，苏共莫斯科市委第一书记。
- 1986年1月-1987年8月，苏联最高苏维埃主席团国务委员。
- 1987年8月起退休，享受莫斯科市工会个人养老金待遇。
- 1992年5月25日，格里申在莫斯科其登记增加养老金时因心脏病发作逝世，享年77岁。葬于新圣女公墓。

格里申是苏共19-26大代表；第19-26届中央委员，第22-23届中央主席团/政治局候补委员，第24-26届中央政治局委员；第4-11届苏联最高苏维埃联盟院代表，第6-11届俄罗斯苏维埃联邦社会主义共和国最高苏维埃代表。

## 荣誉
- 两次社会主义劳动英雄称号（1974,1984）
- 五次列宁勋章（1957,1964,1971,1974,1984）
- 一级卫国战争勋章（1985）
- 各民族人民友谊勋章（1980）
- 荣誉勋章（1942）[2]